# Српениця
Српениця (словен. Srpenica) — село на правому березі р. Соча в общині Бовець, Регіон Горишка, Словенія. Висота над рівнем моря: 363,9 м.